# Ослянка (приток Сожа)
Ослянка (Осленка) — река в России и Белоруссии, на границе Смоленской и Могилёвской областей, правый приток Сожа. Длина реки составляет 20 км, площадь водосборного бассейна — 89,7 км².

## География
Начинается из нескольких истоков севернее деревни Дубровка Монастырщинского района Смоленской области. Далее течёт в общем направлении на юго-восток, несколько раз пересекая границу Смоленской и Могилёвской областей.
Протекает через деревни Пустынки (Могилёвская область), Евлаши, Милюты, Бизюки (все 3 — Смоленская область), Белищено, Ослянка, Рики, Каськово (Могилёвская область) и впадает в Сож напротив деревни Бахаревка (Смоленская область). Высота устья — ниже 151 м над уровнем моря.
В Ослянку впадает 8 ручьёв длиной до 10 км, в том числе речка Пшеничка возле деревни Рики на высоте 157 м над уровнем моря.